# Neja (planta)
Neja es un género de plantas con flores perteneciente a la familia  Asteraceae.

## Taxonomía
El género fue descrito por  David Don y publicado en Hortus Britannicus, ed. 2 299. 1830.

## Especies
- Neja dianthifolia (Griseb.) G.L.Nesom
- Neja falcata Nees	Unresolved
- Neja gracilis Don ex Sweet
- Neja linearifolia DC.
- Neja marginata (Griseb.) G.L.Nesom
- Neja montevidensis
- Neja nidorelloides DC.
- Neja pinifolia DC.
- Neja sprengelii Sch.Bip.
- Neja subvillosa DC.